# Lasianthus inaequalis
Lasianthus inaequalis är en måreväxtart som beskrevs av Carl Ludwig von Blume. Lasianthus inaequalis ingår i släktet Lasianthus och familjen måreväxter. Inga underarter finns listade i Catalogue of Life.